# Бейра
 Тази статия е за града в Мозамбик.  За вида антилопи вижте Бейра (животно).  
Бейра (на португалски: Beira) е столицата и най-големият град на провинция Софала, където река Пунгве се влива в Индийския океан, в централния регион на Мозамбик. Това е четвъртият по големина град по население в Мозамбик, след Мапуто, Матола и Нампула. Бейра е имала население от 397 368 през 1997 г., което е нараснало до 530 604 през 2019 г. Крайбрежен град, който притежава регионално значимото пристанище Бейра, което действа като вход както за централната вътрешна част на страната, така и за чужденци от Зимбабве, Замбия и Малави.
Първоначално наречен Чивеве на местна река, той е преименуван на Бейра в чест на португалския престолонаследник Дон Луис Филипе (Принц на Бейра, което се отнася до традиционната португалска провинция Бейра), който е посетил Мозамбик в началото на 1900-те. Пристанище Бейра е построено от португалската компания от Мозамбик през 19-ти век, измествайки Софала като основно пристанище на страната. След това е разработено директно от португалското колониално правителство от 1947 г., докато Мозамбик придобива независимостта си от Португалия през 1975 г. Бейра е второто по големина морско пристанище за международен транспорт на товари до Мозамбик след Мапуто. През март 2019 г. градът е сериозно пострадал от циклона Идай, унищожавайки около 90% от града. 
Има жп възел и аерогара, намираща се на 13 км от града. Изнася мед и хромати.

## География
Бейра се намира на Мозамбикския проток, ръкав на Индийския океан, разположен между Мадагаскар и Мозамбик. Градът се намира на север от устието на сливането на две големи реки на Мозамбик: река Бузи и река Пунгве. Бузи пресича 250 километра (160 мили) през провинциите Маника и Софала, за да образува широко устие. Пунгве пресича 400 километра (250 мили) от Източните планини на Зимбабве и [[]]през провинциите Маника и Софала до Бейра.

## История
Градът е създаден през 1890 г. от португалците и скоро измества Софала като основно пристанище на територията, администрирана от Португалия. Първоначално наречен Чивеве, на името на местна река, той е преименуван в чест на португалския престолонаследник Дон Луис Филипе, който през 1907 г. е първият член на португалското кралско семейство, посетил Мозамбик. По традиция португалският престолонаследник носи титлата принц на Бейра, историческа провинция на континентална Португалия.
Португалците построили пристанище и железопътна линия до Родезия. Португалски семейства се заселили в новооснованото място и започнали да развиват търговска дейност. С разрастването на селото през 1907 г. португалската корона издига Бейра със статут на град (cidade). Седалището на Companhia de Moçambique (Мозамбикска компания) се намира тук от 1891 г.. Администрацията на града преминава от търговското дружество към португалското правителство през 1942 г. 
През 1966 г. завършва строителството на нова жп гара. Преди независимостта на Мозамбик от Португалия, като град на португалски Мозамбик, Бейра е известен със своето добре оборудвано морско пристанище, едно от основните съоръжения по рода си в цяла Източна Африка, туризъм , риболов и търговия. Градът просперира като космополитно пристанище с различни етнически общности (португалци, индийци, китайци, банту), заети в администрацията, търговията и индустрията.
Голямото англоезично население е резултат от това, че Бейра е любима дестинация за почивка на белите родезийци. Едно напомняне за това е хотел Гранде, построен от португалците, близо до брега на Индийския океан. До 1970 г. град Бейра има 113 770 жители.

### Независимост
След независимостта от Португалия през 1975 г. много бели етнически португалци напускат града. Мозамбик е опустошен от гражданска война от 1977 до 1992 г. между марксистката демократична социалистическа политическа партия в Мозамбик ФРЕЛИМО, която контролира правителството и бунтовниците на РЕНАМО, създавайки пълен хаос за няколко години. Страната, засегната от глад, болести и бедност, рухва. В Бейра известният Гранд Хотел Бейра е окупиран от около 1000 бездомни бейранци, а до края на гражданската война е почти в руини.
Наводнението в Мозамбик през 2000 г. опустошава Бейра и околния регион, оставяйки милиони души без дом и нанасяйки сериозно щети на местната икономика.
По време на кампанията за местните избори през 2013 г., която завършва с победата на Демократическото движение на Мозамбик (МДМ), квартал Мунхава е сцена на насилствени сблъсъци между полицията и привържениците на МДМ.
През 2019 г. циклонът Идай причинява изключителни опустошения в Бейра. Той удря града на 14 март 2019 г. с ветрове до 177 км/ч (106 мили в час) и причинява наводнения на дълбочина до шест метра в Мозамбик.

## Климат
Бейра има тропичен саванен климат. Средната температура през януари е 28,5 °C (83 °F), а през юли (най-студеният месец) е 21 °C (70 °F). Дъждовният сезон продължава приблизително от ноември до април.

## Транспорт
Бейра е основна търговска точка за внос и износ от Зимбабве, Малави, Замбия и други южноафрикански държави. Поради това пристанището на Бейра е второто по големина в Мозамбик.
Значението на пристанището се доказва по време на Гражданската война в Мозамбик, когато зимбабвийските войски защитават железопътната линия Бейра-Булавайо и магистралата от Бейра до Лобито, за да продължи търговията. Железопътната линия до Зимбабве първоначално е била 610 мм (2 фута) през 1890 г., но впоследствие е удължена на 1067 мм (3 фута 6 инча) през 1900 г.
През 2008 г. министърът на транспорта на Мозамбик Пауло Зукула заявява, че правителството планира да модернизира пристанищата в Бейра и по-северните пристанища Накала за приблизителна цена от 900 милиона долара; 500 милиона и 400 милиона долара съответно. Правителството също така заяви, че планира да модернизира заобикалящата ги железопътна и магистрална инфраструктура, така че пристанището да е по-добре свързано с националните мини.
В Бейра има и ферибот, който свързва града със съседни градове, включително Нова Софала и други крайбрежни градове. Бейра се обслужва от летище на североизток от града, с вътрешни и международни полети.

## Образование
Градът има три публични университетски кампуса, а именно на университета Замбезе (със седалище и ректорат в града), университета Ликунго и Висшия институт по здравни науки.
Един от големите университети тук е „Католическият университет в Мозамбик“, който е създаден през 1996 г. от католическата църква и е свързан с Международната федерация на католическите университети (IFCU). Този частен университет за съвместно обучение е местно известен като Universidade Catolica de Mocambique (UCM) и е официално признат от Министерството на образованието и културата на Мозамбик (или Ministério da Educação e Cultura), което наблюдава цялостната образователна система в страната.
Втори основен университет е Университетът Жан Пиаже в Мозамбик, наричан на местно ниво da Universidade Jean Piaget de Moçambique (UNIPIAGET). Този базиран в Португалия университет е основан през 2004 г. и е само един от седемте кампуса, установени по целия свят.
Има португалско международно училище Escola Portuguesa da Beira.

## Места за поклонение
Местата за поклонение са предимно християнски църкви и храмове: Римокатолическата архиепископия на Бейра (Католическа църква), Реформираната църква в Мозамбик, Вселенска църква на Божието царство, Асамблеи на Бога, Сионска християнска църква. Има и мюсюлмански джамии.

## Побратимени градове
- Амстердам, Холандия
- Бендер, Молдова
- Бостън, САЩ [15]
- Бристол, Великобритания[16]
- Коимбра, Португалия
- Луанда, Ангола
- Падуа, Италия
- Порт Елизабет, Република Южна Африка
- Порто, Португалия[17]